# 武田晴人
武田 晴人（たけだ はるひと、1949年4月11日 - ）は、日本の経済学者・歴史学者。専門は近現代日本経済史。学位は、経済学博士（東京大学・論文博士・1988年）。東京大学名誉教授。東京都目黒区出身。

## 略歴
- 1968年3月 - 東京教育大学附属中学校・高等学校（現・筑波大学附属中学校・高等学校）卒業
- 1972年3月 - 東京大学経済学部経済学科卒業
- 1974年3月 - 同大学経済学部経営学科卒業
- 1976年3月 - 東京大学大学院経済学研究科修士課程修了
- 1979年3月 - 同博士課程単位取得退学
- 1979年4月 - 東京大学社会科学研究所助手
- 1981年4月 - 東京大学経済学部助教授
- 1988年7月 - 経済学博士（東京大学）、学位論文の題は「日本産銅業史」
- 1991年6月 - 東京大学経済学部教授
- 1996年4月 - 同大学院経済学研究科教授
- 2015年3月 - 同上退職　東京大学名誉教授
- 2020年7月 - 公益財団法人三井文庫常務理事・文庫長[3]
- 2022年3月ー日本学士院賞受賞ー「日本経済の発展と財閥本社—持株会社と内部資本市場」[4]

## 著書

### 単著
- 『日本産銅業史』（東京大学出版会、1987年）
- 『帝国主義と民本主義　日本の歴史19』（集英社、1992年）
- 『談合の経済学　日本的調整システムの歴史と論理』（集英社、1994年/集英社文庫、1999年）
- 『日本経済の事件簿　開国から石油危機まで』（新曜社、1995年/日本経済評論社、2009年）
- 『財閥の時代　日本型企業の源流をさぐる』（新曜社、1995年/角川ソフィア文庫、2020年）
- 『日本人の経済観念』（岩波書店、1999年/岩波現代文庫、2008年）
- 『世紀転換期の起業家たち　百年企業への挑戦』（講談社、2004年）
- 『仕事と日本人』（ちくま新書、2008年）
- 『高度成長　シリーズ日本近現代史8』（岩波新書、2008年）
- 『岩崎弥太郎　商会之実ハ一家之事業ナリ』（ミネルヴァ書房〈日本評伝選〉、2011年）
- 『「国民所得倍増計画」を読み解く』（日本経済評論社、2014年）
- 『脱・成長神話　歴史から見た日本経済のゆくえ』（朝日新聞出版、2014年）
- 『鈴木商店の経営破綻　横浜正金銀行から見た一側面』（日本経済評論社、2017年）
- 『異端の試み　日本経済史研究を読み解く』（日本経済評論社、2017年）
- 『日本経済史』（有斐閣、2019年）
- 『岩崎小彌太　三菱のDNAを創り上げた四代目』（PHP新書、2020年）
- 『日本経済の発展と財閥本社　持株会社と内部資本市場』（東京大学出版会、2020年）
- 『渋沢栄一　よく集め、よく施された』（ミネルヴァ書房〈日本評伝選〉、2021年）

### 単編
- 『日本産業発展のダイナミズム』（東京大学出版会、1995年）
- 『地域の社会経済史　産業化と地域社会のダイナミズム』（有斐閣、2003年）
- 『日本経済の戦後復興　未完の構造転換』（有斐閣、2007年）
- 『戦後復興期の企業行動　立ちはだかった障害とその克服』（有斐閣、2008年）
- 『日本の情報通信産業史　2つの世界から1つの世界へ』（有斐閣、2011年）
- 『高度成長期の日本経済　高成長実現の条件は何か』（有斐閣、2011年）

### 共編著
- （橋本寿朗）『両大戦間期日本のカルテル』（御茶の水書房、1985年）
- （大河内暁男）『企業者活動と企業システム　大企業体制の日英比較史』（東京大学出版会、1993年）
- （石井寛治・原朗）『日本経済史』全6巻（東京大学出版会、2000年-2010年）
- （宇沢弘文）『日本の政策金融』全2巻（東京大学出版会、2009年）
- （由井常彦）『歴史の立会人　昭和史の中の渋沢敬三』（日本経済評論社、2015年）
- （橘川武郎）『原子力安全・保安院政策史』（経済産業調査会、2016年）
- （石井晋・池元有一）『日本経済の構造と変遷』（日本経済評論社、2018年）
- （林采成）『歴史としての高成長　東アジアの経験』（京都大学学術出版会、2019年）

### 共著
- （鈴木良隆・大東英祐）『ビジネスの歴史』（有斐閣、2004年）
- （大東英祐・和田一夫・粕谷誠）『ビジネス・システムの進化　創造・発展・企業者活動』（有斐閣、2007年）
- 通商産業政策史編纂委員会編『立地・環境・保安政策』<通商産業政策史 1980-2000 (5)>（経済産業調査会、2011年）
- （関口かをり）『三菱財閥形成史』（東京大学出版会、2020年）